# RR Composite Brake Van
Die gemischtklassigen Abteilwagen mit Zugführer- und Gepäckabteil (im Englischen mit Composite Brake Van bezeichnet) waren eine Personenwagen-Bauart der Rhodesia Railways (RR).

## Geschichte
1931 entstanden bei der Cravens Railway Carriage and Wagon Company in Sheffield sechs Exemplare dieser Personenwagen mit Drehgestellen. Zehn fast baugleiche Wagen wurde bereits zwischen 1921 und 1924 von der Bristol Wagon and Carriage Works Company bezogen. Diese hatten jedoch keine seitlichen Briefkästen.

## Ausstattung
Die Abteile der 2. Klasse boten Sitzgelegenheiten für jeweils sechs Personen, wobei die Sitze in Schlafplätze umwandelbar waren. Darüber waren jeweils zwei weitere Klappbetten angeordnet, die bei Bedarf heruntergeklappt werden konnten. Die Wände waren mit poliertem Teakholz verkleidet und die Sitze mit braunem Büffelleder gepolstert. Der Boden war mit Axminster-Teppich ausgelegt.
Im Abteil des Zugführers gab es einen Ofen mit Kochmöglichkeit. Zur Ausstattung gehörten außerdem ein Feuerlöscher und ein Trinkwasserbehälter. Im Abteil für die Eingeborenen (mit Natives gekennzeichnet) gab es 20 Klappsitze. Die Innenverkleidung der Zugführer-, Gepäck- und Eingeborenenabteile war unterhalb der Fenster schokoladenbraun und oberhalb hellbraun gestrichen, während das Oberlichtdach weiß emailliert war.
Die einzelnen Abteile konnten nur über die jeweiligen Seitentüren erreicht werden. Lediglich zwischen Zugführer- und Gepäckabteil gab es eine Verbindungstüre. Außen waren die Wagen schiefergrau lackiert. 
1956 wurden die Wagen umgebaut. Neben einer etwas anderen Aufteilung der Abteile bekamen nun alle Verbindungstüren für den Zugführer und ein normales Dach ohne Obergaden. Wie lange diese Wagen im Einsatz waren, ist nicht bekannt.